# Neudeck Gyula
Neudeck Gyula (Julius; Bécs, 1835. - Szófia, 1909. június 11.) katona, régész, numizmatikus.

## Élete
1850-ben önkéntesként lépett az osztrák hadseregbe és az utászokhoz került. 1859-ben részt vett az olasz hadjáratban. 1862-ben századosként szerelt le. Előbb Linzben élt, majd feleségül vette Szmrecsányi Emíliát és Liptóba költözött. 1867 tavaszán már Pottornyán volt birtokos. Felesége halála után újra megnősült. 1890-1894 között a vaskapui szabályozási munkáknál mérnökként dolgozott. 1895-től haláláig Szófiában élt, előbb konzulátusi majd követségi tiszteletbeli hivatalnokként.

## Elismerései
- 1859 katonai szolgálati érdemkereszt háborús ékítményekkel

## Művei
Liptó vármegyei leletekkel és szerbiai római kori emlékekkel (1891, 1893, 1894, 1901) foglalkozott. Az Archaeologiai Értesítőben, a Numismatische Zeitschriftben és a Mittheilung der Anthropologischen Gesellschaft in Wien-ben közölte cikkeit.
- 1883 A quadok pénzei. Archaeologiai Értesítő 3, 94
- 1889 Sajógömöri éremlelet a XVI. századból. Archaeologiai Értesítő 9/5
- 1891 Az Orsova közelében, Ogradinával szemben lévő Trajanus-emlékről. Archaeologiai Értesítő 11/4
- 1893 Régiségekről az Alduna vidékén. Archaeologiai Értesítő 13, 258-259
- 1894 Tiberius útja az Aldunán. A Magyar Mérnök- és Építész-Egylet Közlönye 28/1-2
- 1894 Tiberius útja az Aldunán (kivonat). Archaeologiai Értesítő 14/2
- 1901 Kiadatlan alsó-moesiai érmek. Archaeologiai Értesítő 21